# Tarot-serien (Bøger)
Tarot-serien er en horror-serie i fem bind af den danske forfatter Jacob Hedegaard Pedersen.
Alle fem bind i serien foregår i den fiktive by Vesterbæk, der er Jacobs pendant til Stephen Kings Maine.
Første bind, Dyret – Apokalypser er en novellesamling af den blodige slags, mens de resterende fire bind er romaner.
Specielt det første bind vakte opsigt med meget blodige beskrivelser og er en af Danmarks relativt få splatter-romaner.
Tarot-serien består af følgende titler:
- Dyret – Apokalypser (1995) ISBN 87-7739-249-3
- Gravskrifter (1996) ISBN 87-7739-266-3
- Flugten fra (1998) ISBN 87-7739-350-3
- Den gamle biograf (2000) ISBN 87-7739-470-4
- Høst (2005) ISBN 87-7739-788-6